# Hititas
Os hititas eram um povo indo-europeu que, no II milénio a.C., fundou um poderoso império na Anatólia central (atual Turquia), cuja queda data dos séculos XIII-XII a.C.. Na sua extensão máxima, o Império Hitita compreendia a Anatólia, atualmente parte da Turquia e regiões do Líbano e Síria.

## História
Chamavam-se a si próprios Hati (Hatti) e a sua capital era Hatusa (ou Hatuxa). Os registros em baixo relevo e relatos da época descreviam os hititas como homens fortes, de estatura baixa, com barbas e cabelos longos e cerrados, possivelmente usados como proteção para o pescoço. Os cavalos eram venerados como animais nobres. Os encarregados de cuidar dos cavalos assumiam notoriedade na sociedade hitita.
Estima-se que os hititas indo-europeus tenham entrado na Ásia Menor por volta do século XX a.C., passando pela região do Cáucaso. O seu Império formou, junto com o Novo Reino do Egito, a Babilônia da dinastia cassita e a Grécia micênica o quarteto das grandes potências dos séculos XIV-XIII a.C..
Tal como os antigos egípcios, seus contemporâneos, detinham uma escrita hieroglífica. Sua principal arma eram os temidos carros de guerra com capacidade para três pessoas (um condutor e dois guerreiros, geralmente um deles utilizando um arco), uma inovação frente aos carros de guerra de 2 pessoas utilizados tradicionalmente por seus vizinhos.
A batalha de Cadexe é o evento mais famoso da história hitita, quando o príncipe Hatusil III, tio do rei Muatal II atacou de assalto o exército de Ramessés II do Egito nas proximidades da cidade de Cadexe. A dramática batalha (segundo relatos egípcios, o próprio faraó precisou usar a espada para salvar sua vida) terminou sem vencedores, mas ambos os lados reivindicaram a vitória. A batalha é ricamente detalhada em escrituras egípcias e a descoberta dos sítios hititas na Turquia confirmou o triunfo hitita sobre o Egito.
Depois da Batalha de Cadexe, os hititas envolveram-se em uma guerra civil que esfacelou o Império. Logo após a guerra, os hititas incendiaram Hatusa e fugiram para uma região desconhecida. Até hoje não se sabe qual foi o destino dos hititas. O imo do poderio hitita, bem como seu brio, havia sido deixado de lado quando as cidades mais poderosas de seu império foram devastadas em guerras civis e abandonadas por seu próprio povo. Sem suas capitais bélicas, o restante do império foi devastado por indo-europeus, conhecidos como Povos do Mar.
Os hititas também venceram outras batalhas importantes e eram grandes inimigos dos gregos. Durante o apogeu do Império, saquearam a cidade-estado da Babilônia, arrebataram cidades dos hurritas e também Alepo, do Egito. Na Ásia Menor, não havia povo tão evoluído quanto os hititas, que assimilaram tudo dos antigos povos que ali viviam, conhecidos como seus ancestrais, os hatitas, bem como mantinham grande comunhão com Troia, cidade que, segundo alguns estudiosos, pagava na época tributo à suserania hitita.

## Leis
As leis hititas não incluíam as crueldades mutiladoras do antigo código babilônico, nem do mais recente, assírio. Evidentemente, o desafio à autoridade real recebia uma punição draconiana: a casa do infrator era "reduzida a um monte de pedras" e o criminoso, apedrejado até a morte, junto com a família. Fora disso, a pena de morte era obrigatória apenas para o bestialismo e o estupro, em relação ao qual se fazia uma estranha distinção entre atacar uma mulher casada "nas montanhas", que  era um crime capital, ou na casa dela. Neste último caso, se ninguém ouvisse a mulher gritar por ajuda, ela seria condenada à morte, talvez com base na teoria de que ela estaria voluntariamente cometendo adultério.

### Responsabilidades do rei
O rei hitita era visto como agente dos deuses na terra, tendo seu poder sido delegado pelo Deus da Tempestade (o mais alto na hierarquia da religião hitita). Desse modo, o rei estava na intersecção entre o humano e o divino. A sua posição envolvia uma série de responsabilidades, que podem ser divididas em militares, judiciais e religiosas. Judicialmente o rei delegava para o Deus Sol como o supremo juiz, pessoalmente julgando disputas entre governantes vassalos e em recursos contra julgamentos de um tribunal inferior. Militarmente o rei era o comandante em chefe dos exércitos hititas e frequentemente os liderava nas batalhas. Religiosamente, o rei era o sumo sacerdote de todas as divindades, mais notavelmente da Deusa do Sol de Arinna. Apesar de delegar muitas dessas funções a outros, duas vezes por ano, na primavera e outono, ele dirigia os rituais religiosos das divindades locais das cidades do coração do Reino de Hatti.  Os reis hititas evitavam não comparecer a esses rituais, pois isso poderia irritar alguma divindade e levar a punições para o próprio rei e seu reino.

## Os hititas e a Bíblia
Os hititas são mencionados na Bíblia em diversas passagens, com algumas traduções da Bíblia usando a denominação heteus. São listados no livro de Gênesis 10,15 (a tabela das nações) como a segunda das doze nações cananeias, descendentes de Hete (חת ḤT no alfabeto hebraico de consoantes). Sob os nomes בני - חת (BNY-HT "filhos de Hete") ou חתי (HTY "nativos de Hete"), eles são mencionados várias vezes como vivendo em ou próximo a Canaã, desde o tempo de Abraão (estimado entre 2 000 a.C. e 1 500 a.C.) até o tempo de Esdras após o retorno do cativeiro babilônico (cerca de 450 a.C.). Hete (hebraico: חֵת, moderno: Het, Tiberiano: Ḥēṯ) é descrito em Gênesis como sendo um dos filhos de Canaã, filho de Cam, filho de Noé.
Os hititas são contados desse modo entre os Cananeus. São descritos geralmente como pessoas que viveram entre os Israelitas mas que tinham seus próprios reis e território, e eram suficientemente poderosos para pôr um exército sírio em fuga segundo o registro bíblico. Urias, marido de Betsabá, era hitita segundo a Bíblia (Segundo Livro de Samuel).

## Arqueologia

Anatólia hitita

Até fins do século XIX, tudo quanto se sabia sobre os hititas provinha de pequenas referências na Odisseia, onde são chamados de khetas, e de algumas passagens do Velho Testamento. Ainda assim, desconhecia-se que essas referências aludiam a um mesmo povo. A descoberta das primeiras ruínas misteriosas, hoje atribuídas aos hititas, na Turquia, ocorrida em 1839, não sensibilizou a comunidade científica.
Quando o arqueólogo, Henry Sayce, afirmou em 1880 que os heteus do Antigo Testamento eram o mesmo povo que deixou diversos rastros na região da Ásia Menor, a comunidade acadêmica recebeu suas afirmações com descrédito, alcunhando-o de "o inventor dos hititas". A confirmação da teoria de Sayce veio por meio dos esforços de um arqueólogo alemão, Hugo Winckler (1863–1913), cujas escavações em Boghazköy, trouxeram à luz cerca de 10 000 tabletes em escrita cuneiforme, pertencentes aos arquivos dos reis de Hati.
As primeiras informações mais claras sobre a história hitita somente foram disponibilizadas por volta da primeira década do século XX e a decifração dos seus hieróglifos ocorreu por volta de 1946.
Após a morte prematura de Winckler, em 1913, a Sociedade Germânica Oriental confiou a publicação dos arquivos hititas a um grupo de assiriologistas. Um deles, o Prof. Bedrich Hrozný, foi o autor da primeira gramática hitita e estabeleceu o caráter indo-europeu da estrutura da língua. Coube também a ele traduzir e publicar as duas coletâneas de leis hititas, que tantos esclarecimentos trouxeram sobre a cultura desse povo.